# 白宮建築群

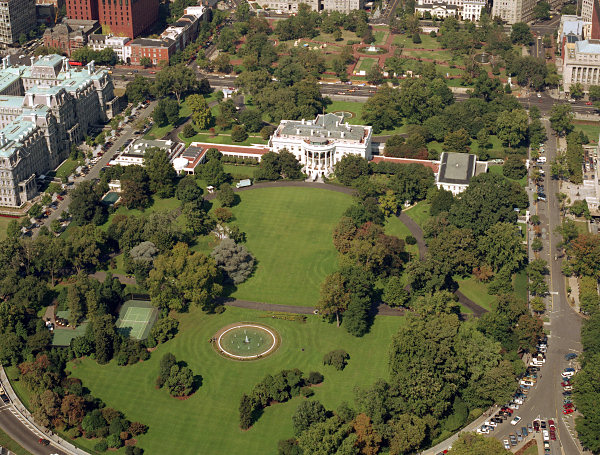
從西北偏北角度鳥瞰白宮建築群。

白宮建築群由三大區塊組成，這其中包括白宮、白宮周邊的慶典區以及相鄰的艾森豪行政辦公大樓。白宮是美國總統的官邸，而艾森豪威爾行政大樓則是美國聯邦政府的主要部門的指定辦公地點。
白宮內部主要構造包括行政官邸，以供美國第一家庭居住；西廂則包含橢圓形辦公室、內閣會議室和羅斯福室；東廂則包括第一夫人辦公室和社交秘書的辦公室。除此之外，白宮行政官邸還提供給國事訪問的外賓居住和社交的房間。
白宮的戶外空間主要用於慶典和禮儀活動，包括：玫瑰園、傑奎琳·肯尼迪花園、北草坪和南草坪。
位居中央的行政官邸是白宮建築群的原始建築，於1792年到1800年修建完成。東側與西側的門廊是由托馬斯·傑斐遜總統設計並在1803年修建完成。但是到了1859年，東側的柱廊被拆除了。東廂和西廂是在1902年開始修建。同時東部柱廊也在1902年開始復建，其設計是參考傑斐遜總統最初的設計版本。
如今一组总统建筑构成了白宫建筑群。她包括了做为主居住区的中央建筑和东西两个侧翼。白宫总管每天协调管理着日常生活事务。共有6层（包括地下），因为很大一部份在地下，或者被园林遮蔽，很少人知道白宫的规模，白宫有：6座总面积55000平方英尺（5100平方米）的建筑，132间房间，35间卫生间，412扇门，147扇窗，28座壁炉，8座楼梯，3部电梯，5位全职大厨，1座网球场，1条保龄球道，1座电影院（官方名称“白宫家庭影院”），1条慢跑跑道，1座游泳池，1座小高尔夫练习场。每周有30000访客。
白宮總管家是白宮家政服務團隊及家政服務運作的主管。

## 外部連結
- 總統公園和白宮建築群 （页面存档备份，存于）在美國國家公園管理處網站上的介紹。（英文）
- 白宮建築群 （页面存档备份，存于）在美國白宮博物館網站上的俯瞰圖。（英文）

38°53′51″N 77°02′11″W / 38.8976°N 77.0365°W